# Мутур-е Садек-Хан
Мутур-е Садек-Хан (перс. موتورصادق خان) — село в Ірані, у дегестані Гакімабад, у Центральному бахші, шахрестані Зарандіє остану Марказі. За даними перепису 2006 року, його населення становило 0 осіб, що проживали у складі 0 сімей.